# マルク・アントワーヌ・ロジエ
マルク＝アントワーヌ・ロージエ（Marc-Antoine Laugier、1713年1月22日- 1769年4月5日）は18世紀のフランスのイエズス会の司祭であり、建築理論家である。南仏プロヴァンスのマノスク生まれ。啓蒙主義の文脈の中で、ロココ的流行を断ち切るとともに、古典主義本来の意味を再定義したことで、フランス国内で評判を呼ぶ。1753年刊行の「建築試論（Essai sur l’architecture）」では、ルネサンス以来の建築遡及論を発展させ、建築の初源的形態にまで遡り、柱・梁（アンタブルマン＝エンタブレチャー）・破風（フロントン＝ペディメント）の要素のみで構成された建築（「始原の小屋」）が、真の古典建築の規範であると考えた。同書第二版（1755）に載せられた「始原の小屋」の扉絵が、その後繰り返し参照される。ウィトルウィウスの理論が建築各部の意味をギリシア建築に由来するものとして解説しているのに対し、ロージエのそれは、あらゆる文明の発祥に適用するとのできる状態にまで還元したものである。建築の社会的側面に関しては「品性」（ビアンセアンス）の概念をあて、施設計画のあり方を18世紀の文脈に移し替えた点も特筆される。『建築試論』は各国語に翻訳され、ヨーロッパの建築思想に大きな影響を与えた。